# Саве Говедаров
Спас Тодоров Говедаров е български революционер, деец на Вътрешната македоно-одринска революционна организация и Вътрешната македонска революционна организация.

## Биография
Роден е в 1871 година в разложкото село Баня, тогава в Османската империя. В 1898 година влиза във ВМОРО и пренася оръжие за Разложко и навътре в Македония. Главният учител Симеон Попкостадинов и ръководителят на град Мехомия Христо Анчев го изпраща заедно с Илия Ботушанов в Чепино да убият шпионина Никола Пендев, но не успяват. По заповед от Якорудския революционне комитет отива в Куртово където се среща с Юрдан Марин, Георги Ташов и учителя Георги Вригазов и пренася оръжие до Якоруда. В 1902 година участва в пренасянето на парите от откупа за мис Елън Стоун заедно със Симеон Драговчев, Иван Груев, Христо Николов Бояджиев, Никола Маноилов Дръделов и войводите Яне Сандански и Симеон Молеров до Белица. В 1903 година пренася динамит в Банско. Заминава за Пирин и участва в подготовката на въстание. При избухването на Илинденско-Преображенското въстание заминава за Рила планина и се присъединява към отряда на генерал Иван Цончев, полковник Анастас Янков, Иван Ботушанов и околийския ръководител Минчо Тодев. Участва в нападението на Белица и изгарянето на турската махала под командването на полковник Янков и Ботушанов. След въстанието напуска Османската империя заедно със семейството си и се установява в Свободна България. След амнистията от 1904 година се връща в Османската империя. Работи за гръцка компания от 1904 до 1905 година и продължава да се занимава с революционна дейност до 1912 година.
Участва в Балканската война (1912 - 1913).
На 30 март 1943 година, като жител на Баня, подава молба за българска народна пенсия, която е одобрена и пенсията е отпусната от Министерския съвет на Царство България.